# Cirrhia
Cirrhia är ett släkte av fjärilar som beskrevs av Jacob Hübner 1821. Enligt Artfakta är Cirrhia ett eget släkte  men enligt Catalogue of Life är det istället ett undersläkte i släktet Xanthia. Cirrhia ingår i familjen nattflyn, Noctuidae.

## Dottertaxa tillCirrhia, i alfabetisk ordning[1][2]
- Cirrhia austauti Oberthür, 1881 (Återfinns som Xanthia austauti)
- Cirrhia fasciata Kononenko, 1978 (Återfinns som Xanthia fasciata)
- Cirrhia gilvago [Denis & Schiffermüller] , 1775, Ockragult gulvingsfly
  - Cirrhia gilvago bathi Döring, 1934
- Cirrhia icteritia Hufnagel, 1766, Blekgult gulvingsfly
- Cirrhia ladakhensis Hacker, 1993
- Cirrhia ocellaris Borkhausen, 1792, Ljusribbat gulvingsfly
- Cirrhia rectilineata Hampson, 1894 (Återfinns som Xanthia rectilineata)
- Cirrhia tunicata Graeser, 1889 (Återfinns som Xanthia tunicata)
- Cirrhia xanthophylla Hreblay & Ronkay, 1998

## Bildgalleri

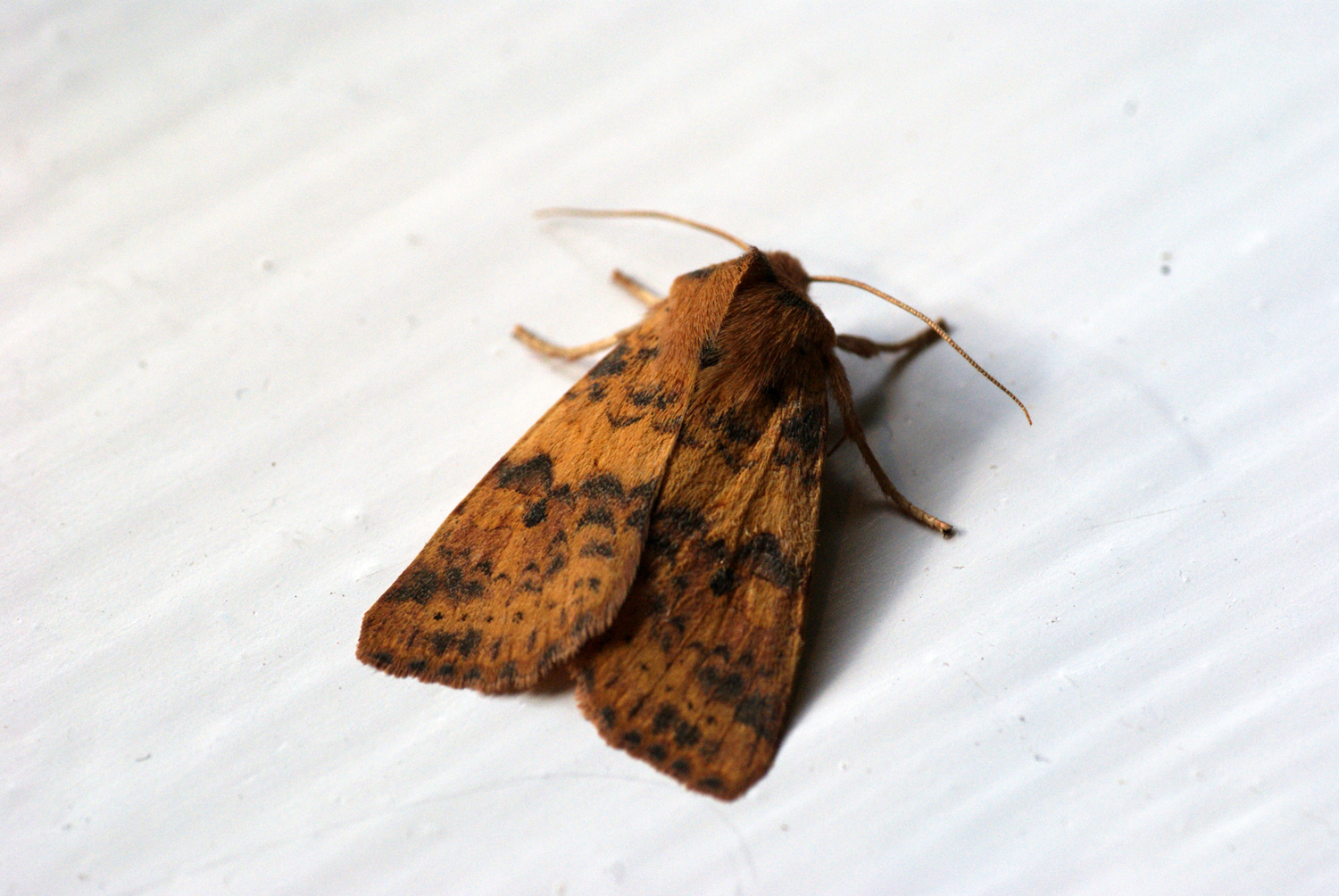
Ockragult gulvingsfly, Cirrhia gilvago
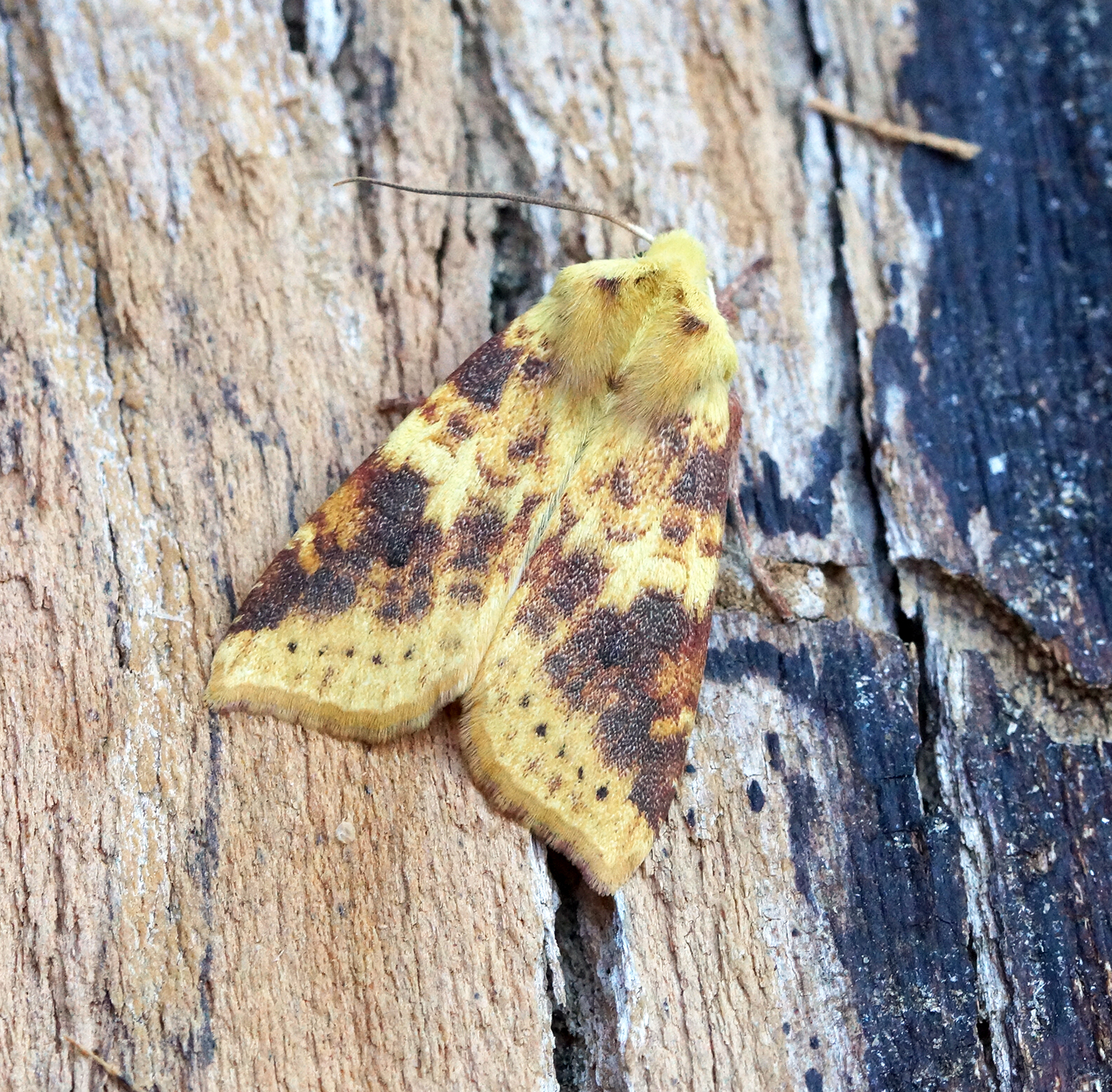
Blekgult gulvingsfly, Cirrhia icteritia
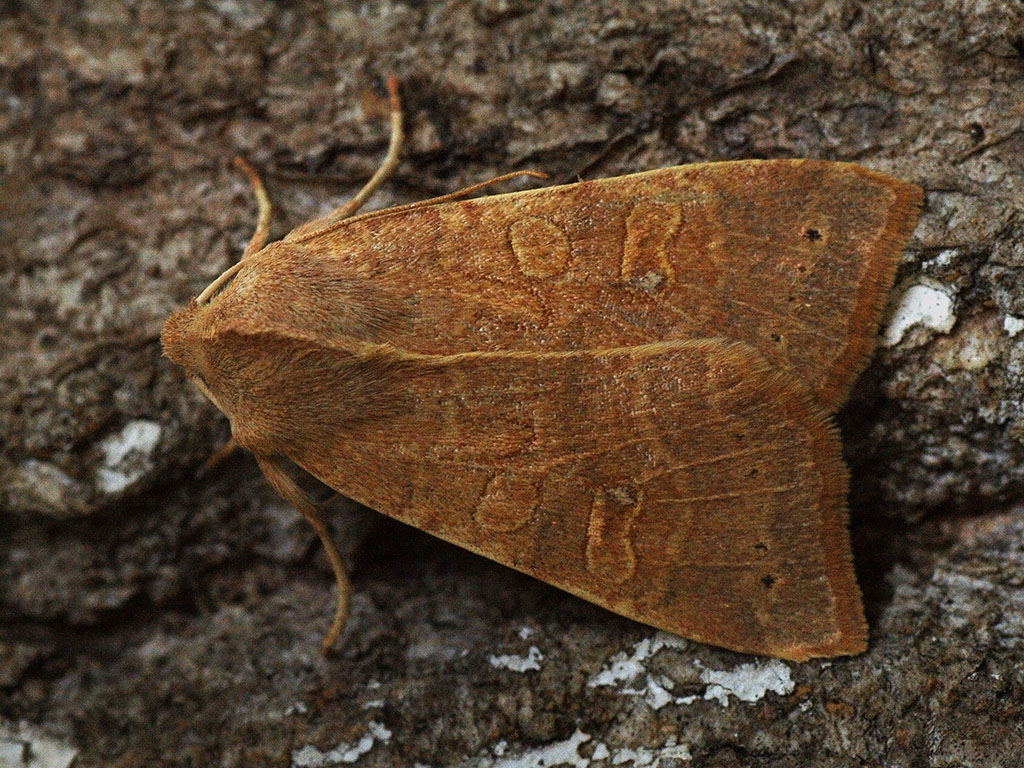
Ljusribbat gulvingsfly, Cirrhia ocellaris